# Mick Abrahams
Mick Abrahams (Luton, 7 de abril de 1943) é o membro fundador e guitarrista original do Jethro Tull. Ele gravou o álbum This Was com a banda em 1968, mas divergências musicais entre Abrahams e Ian Anderson levaram o guitarrista a deixar o grupo. Abrahams queria seguir um estilo mais blues/rock, enquanto Anderson preferia incorporar influências jazz e folk ao som do Tull.
Abrahams então formou o Blodwyn Pig, e o grupo lançou dois álbuns, Ahead Rings Out e Getting To This, antes de se separar em 1970. Abrahams continuou com a Mick Abrahams Band, lançando álbuns solo e com versões reformuladas da Blodwyn Pig.
Abrahams causou polêmica entre fãs do Tull por sua participação em uma banda chamada This Was no final dos anos 90, que reunia os integrantes da primeira versão do Jethro Tull (com exceção de Ian Anderson) e apresentava canções daquela época da história da banda. Os fãs do Tull desaprovaram a ideia mas Anderson aparentemente não ficou tão ofendido, pois recentemente ele e Abrahams trocaram participações em seus projetos solo.